# ایام بی‌شوهری
ایام بی شوهری عنوان رمانی است از نسترن رها. 

## محتوا
گاهی که نه، بسیار اتفاق می‌افتد که در ذهن، با خود سخن بگویید، با دیگران حرف بزنید. کتاب «ایام بی‌شوهری» در برگیرنده جریان سیال ذهن راوی است که نمادی از مردم جامعه متوسط شهری است، با احساس مکرر تنهایی، احساسی که میان جامعه فرد- فردشده شهری، درگیر مشغله‌های کاری و زندگی که پیر و جوان، متأهل و مجرد نمی‌شناسد. راوی داستان، این احساس درونی را بدون طرح‌بندی زمانی و مکانی بازگو می‌کند. نسترن رها، تقریباً چهل‌ساله، مجرد و اهل تهران قصه‌های زندگی و ایام تنهایی‌اش را واگویه می‌کند. ایام تجرد، نقاهت، خشکسالی، جوانی، بیماری، پیری و... تنهایی برای او بسیار کشنده‌است و.... داستان از «خانه» شروع می‌شود، روایتی که از همان ابتدا زمان و مکان را در هم می‌آمیزد، و در آن درهم آمیختگی است که ما حس خوبی می‌یابیم، «نسترن رها» همزاد دیرینه ماست که قصه ما را می‌گوید.